# Milan Havlín
Milan Havlín, rodným jménem Bohumil Havlín (2. června 1928 – 12. května 2007 Québec, Kanada) byl kanadský zahradní architekt českého původu. Byl politickým vězněm komunistické diktatury v Československu. Své zážitky zpracoval ve dvou knihách. Od roku 1968 žil v  emigraci v Kanadě. Zemřel roku 2007.

## Život
Milan Havlín se narodil roku 1928. Za druhé světové války se vyučil zahradníkem a dále studoval Vyšší ovocnickovinařskou a zahradnickou školu v Lednici na Moravě. Po únoru 1948 se spolu s kamarády zapojil do protikomunistického odboje na Vysočině. Členkou této skupiny byla i jeho budoucí žena. V článku Luďka Navary uvádí, že jeho skupina převedla přes hranice 35–40 lidí. Dále skupina provedla šest ozbrojených přepadení, během kterých získala zbraně, stranické legitimace, písemnosti, dokumenty, hodinky, oděvy, láhve s likéry a peníze v hotovosti.[zdroj?]
Skupina byla, jako mnohé další, díky zradě odhalena a její členové byli odsouzeni. Milan Havlín k trestu smrti. Havlín strávil ve vězení 14 let a tři měsíce. Vězněn byl v lágru Bytíz na Příbramsku. Jeho žena byla vězněna dvanáct let.[zdroj?] Milan Havlín je uveden v evidenčních záznamech Ministerstva vnitra v kategoriích Tajný spolupracovník a Agent (krycí jméno Jirka). Svazek Milana Havlína ovšem byl skartován. Sám Havlín dle Luďka Navary uvedl, že má svědomí čisté.
Po srpnu 1968 Havlín s rodinou emigrovali přes Rakousko do Kanady. Milan Havlín vystudoval zahradní architekturu na Université de Montréal. Pracoval na kontraktech pro města, provincii a veřejné instituce. Zastupoval rovněž město Montréal a jeho botanickou zahradu na světových výstavách. Byl profesorem krajinářské architektury na Institute of Agricultural Technology of St. Hyacinthe. Je po něm pojmenována Cena Milana Havlína (Prix Milan Havlin / Milan Havlin Prize), udělovaná Québeckou asociací zahradních architektů. Za svou práci sám dostal několik cen (Nurseryman Association, Les Floralies Internationales de Paris et de Montréal, Prix Fréderich Todd).[zdroj?]
V bytízském lágru začal, jako deník, psát svou autobiografii ve dvou částech, jejíž chronologicky druhá část vyšla v Kanadě, pod pseudonymem Petr Roman, a po listopadu 1989 i v Česku, kdy se dočkala vydání i část první.
V roce 2001 se Milan Havlín stal předsedou Asociace Hostýn (A. H.). Jeho působení v této funkci bylo kontroverzní, způsobilo rozkol v místní české komunitě a skončilo jeho vyloučením z Asociace Hostýn.[zdroj?] Milan Havlin a Regina Beranek byli obviněni z toho, že si za práci na dětském táboře v roce 2002 vyplatili bez vědomí výboru Asociace Hostýn částku 800 $ a 2 800 $. Soud rozhodl, že obžalovaní musí tyto peníze vrátit a dále uhradit poplatek ve výši 165 $.

## Citát
- „Když se Česko a Kanada utkají v hokeji, tak v každém případě vyhrajeme.“
(„Quand la Tchéquie et le Canada jouent l'un contre l'autre au hockey, nous sommes gagnants dans tous les cas.“)[9]

### Autobiografie
- Milan B. Havlín: Cesty do exilu (Atelier IM, 2006)
- Petr Roman (pseudonym Milana Havlína): Vlečen pod šibenici (Veritas 1989, Atelier IM, 1996 a 2000)